# Harpactea srednagora
Harpactea srednagora là một loài nhện trong họ Dysderidae.
Loài này thuộc chi Harpactea. Harpactea srednagora được miêu tả năm 1999 bởi Dimitrov & Lazarov.